# XY (2023年の音楽グループ)
XY（エックスワイ）とは、YOSHIKIがプロデュースするロックバンドとダンス＆ボーカルグループ。2つの暫定的なグループがいつも別々のステージにいるとは限らず、同じステージに立つこともあれば、グループ間でメンバーが行き来してステージに立つこともあるという、自由な編成で活動している。

## 歴史
デビューまでの経緯については「YOSHIKI SUPERSTAR PROJECT X」を参照

### 初期-2023年
2月28日、朝の情報番組「スッキリ」の火曜日コーナー「WEニュース」にYOSHIKIとデビューメンバー13人が生出演し、グループ名が「XY（エックスワイ）」に決定したことを発表、その4日後の3月4日（土）に東京・代々木第一体育館で行われたファッションイベント「第36回 マイナビ 東京ガールズコレクション2023 SPRING/SUMMER」でデビューを果たす。

### 2024年
10月25日、新メンバーとして手越祐也が加入することが発表された。

### 2025年
5月31日をもってGAIのXYメンバーとしての活動、マネジメント契約が終了。
6月13日、KARMAとKAIRIが6月28日公演への出演をもって、XYメンバーとしての活動を終了することが発表された。あわせて、XYから派生した新バンド「T.N.T」については、XYプロジェクトから独立し、手越祐也、KYOHEY、FURUTATSUの3名による新体制での活動となること、また、T.N.Tを兼務しているJAYは、XY Dance Vocalの活動に専念するためT.N.Tの活動には今後参加しないことが報告された。

## メンバー
| 0                  | アーティスト名     | メインパート | 生年月日              | 出身地   |
| ------------------ | ------------------ | ------------ | --------------------- | -------- |
| ダンス ＆ ボーカル | MITCHY（西垣道隆） | Dance/Vocal  | 1997年10月8日（27歳） | 東京都   |
| ダンス ＆ ボーカル | HAYATO（丸尾隼）   | Dance/Vocal  | 1999年2月25日（26歳） | 大阪府   |
| ダンス ＆ ボーカル | P→★ / Pstar        | Dance/Vocal  | 1999年8月30日（25歳） | 埼玉県   |
| ダンス ＆ ボーカル | JAY（後町和輝）    | Dance/Vocal  | 2000年1月22日（25歳） | 東京都   |
| ダンス ＆ ボーカル | KICE [kís]         | Dance/Vocal  | 2000年7月23日（25歳） | 東京都   |
| ダンス ＆ ボーカル | KANJI（有薗莞爾）  | Dance/Vocal  | 2001年2月20日（24歳） | 鹿児島県 |
| ダンス ＆ ボーカル | RAIA（道木来明）   | Dance/Vocal  | 2004年7月22日（21歳） | 愛知県   |
| ダンス ＆ ボーカル | KOSEI（藤岡孝成）  | Dance/Vocal  | 2005年8月30日（19歳） | 北海道   |

### 元メンバー
| 0        | アーティスト名            | メインパート | 生年月日               | 出身地   |
| -------- | ------------------------- | ------------ | ---------------------- | -------- |
| バンド   | GAI（二神雅尉）           | Vocal/Rap    | 2000年6月20日（25歳）  | 東京都   |
| バンド   | KARMA（カルマ）           | Vocal        | 2002年1月15日（23歳）  | 東京都   |
| バンド   | KAIRI（坂本快利）         | Guitar       | 1996年10月15日（28歳） | 大阪府   |
| バンド   | FURUTATSU（古野達識）     | Bass/Violin  | 2002年5月25日（23歳）  | 神奈川県 |
| バンド   | KYOHEY（村上恭平）        | Drums        | 1997年1月15日（28歳）  | 神奈川県 |
| ボーカル | 手越祐也（てごし ゆうや） | Vocal        | 1987年11月11日（37歳） | 神奈川県 |

## 出演

### テレビ番組

#### 地上デジタル放送
- 日本テレビ系列
  - 「スッキリ（火曜日コーナー『WEニュース』）」（2023年2月28日）
  - 「Premium Music 2023」（2023年3月22日）
  - 「ズームイン‼︎サタデー」（2024年12月28日）- 手越祐也、KYOHEY、HAYATO ゲスト出演
  - 「YOSHIKI SUPERSTAR PROJECT X SEASON2」（2024年10月29日 - 2024年12月24日、Hulu配信中）- レギュラー出演（YOSHIKI、手越祐也共演）
  - 「発表！今年イチバン聞いた曲～年間ミュージックアワード2024～」（2024年12月28日）- アーティスト出演（14人体制）
  - 「バズリズム02」（2025年1月24日）- アーティスト出演（14人体制）

#### BS / CS 放送
- 日テレプラス「D.U.N.K. Showcase 裏側密着ドキュメント」（2023年3月24日）

### 配信番組

#### ライブストリーミング
- YOSHIKI CHANNEL（有料）
  - 2023年3月4日「『YOSHIKI CHANNEL』決定 「TOKYO GIRLS COLLECTION」出演のXYをゲストに迎えYOSHIKIと生対談」
- Huluストア（有料）
  - 2023年3月25日「D.U.N.K. Showcase【DAY2：3/11(土)公演】」
  - 2023年5月12日「THE DANCE DAY LIVE 2023(5/12(金)17:30公演)」
- NATSLIVE
  - 2024年7月6日「XY SPクッキング」
  - 2024年9月8日 - 不定期配信中「XY craZy dish」

### 補足
1. ↑  チャンネル名を「YOSHIKI SUPERSTAR PROJECT X」から「XY official channel」に変更した日
2. ↑  [káís] ではなく [kís] と発音する。本名の川村海斗（かわむら・かいと）の「kaito」と、本人がよく使うピースサインの「peace」から着想を得た独自のステージネーム。
3. ↑  歌舞伎町でホストをしていたときからの源氏名